# Dereze
Dereze su metalni dodaci za cipele koji sprječavaju klizanje po ledu. 
Planinarske dereze su predviđene za hodanje, a alpinističke za penjanje uz okomite stijene. Planinarske dereze nisu prikladne za okomito penjanje po ledu, već je za to potrebno imati specijalizirane dereze. 
Broj zuba na derezama može varirati od 4 do 15, a najčešće su one s 12 zuba, kod kojih su 4 zuba na stražnjem dijelu, a 8 na prednjem (2 su okrenuta naprijed). Najbolje su dereze od čelika, ali za manje zahtjevne terene je moguće koristiti i one od aluminijskih legura, koje su i mnogo lakše. 